# Красносамарское
Красносамарское — село в Кинельском районе Самарской области. Административный центр сельского поселения Красносамарское.

## География
Село расположено на правом берегу реки Самара, в 22 км к юго-востоку от районного центра города Кинель.

## История
Основано в 1743 г. казаками-татарами, переведёнными в эту местность для охраны Оренбургского тракта с реки Мочи. Поэтому изначально поселение получило название Слобода Мочинская татарская, Мочинские татары прожили на новом месте ровно 100 лет. Слобода стала одним из центров мусульманства в Самарском регионе. Казаки Мочинской слободы приняли активное участие в восстании на стороне Емельяна Пугачева. В 1841 году для укрепления расширившейся границы империи казаков-татар переселили дальше в оренбургские степи, в поселок Варна (ныне Челябинская область). Перед переселением они перевезли свои мечети - одну в деревню Филипповка, другую в село Тёплый Стан на границе Самарской и Ульяновской областей. Мечеть в Тёплом стане до сих пор сохранилась, правда не функционирует.
Сейчас лишь немногие старожилы Красносамарского могут сказать, что пустырь на окраине села за улицей Крестьянской называется Татарское кладбище.
В 1845 году Мочинская слобода была заселена переселенцами из Смоленской губернии, Гжатского округа, Острицкой волости из разных селений. В 1850 году к ним добавились переселенцы Тульской губернии, Новосильского округа из разных селений.
Фамилии крестьян переселившихся из Смоленской губернии по ревизии 1850 года: Аверин, Акуличев, Бамилов, Баранов, Бардин, Безбородов, Беляков, Богатой, Боков, Бонин, Бочаров, Братчиков, Булычев, Васин, Виноградов, Волков, Галкин, Глазунов, Глушин, Годунов, Горюнов, Грачов, Гриднев, Грузинов, Грушин, Даденков, Долгов, Доронин, Ерасов, Жарков, Жуков, Жупиков, Завьялов, Зайцев, Зеленцов, Зрящев, Зудин, Истафоров, Калганов, Каржавин, Карий, Карягин, Касаткин, Каширин, Кирьдиков, Киселев, Князев, Козмов, Комаров, Коротков, Краснов, Кроленков, Крутоснов, Куваев, Кудряшов, Кузнецов, Кулагин, Кумлов, Курочкин, Лазарев, Лёзин, Лобов, Лысяков, Малышев, Маракаев, Менялов, Мигалев, Мироедников, Можаев, Моргунов, Морозов, Мытаркин, Мышканов, Никифоров, Никулин, Носов, Охотников, Пехтерев, Плотников, Поляков, Пономарев, Портнов, Простов, Пылов, Пырков, Рабцев, Радков, Райденков, Расзаренов, Рванцов, Романов, Рыбкин, Саверов, Савин, Секретарев, Семин, Симаков, Синицын, Скворцов, Скороходов, Слепнев, Слепченков, Смирнов, Смоляков, Собенков, Солнцев, Сосков, Софьин, Стругачев, Сукин, Сухощаев, Тарасов, Теплов, Тигунов, Тимашевский, Титов, Улитин, Ушаков, Фарносов, Хватов, Хващевский, Хорьков, Храмцов, Хромов, Цепленков, Цыганов, Чилигин, Чудин, Шабанов, Шлюпиков, Шохов, Шумов, Щербаков, Юленков, Юлин.
Фамилии крестьян переселившихся из Тульской губернии: Богомолов, Брылев, Букреев, Быков, Зарытовский, Зубов, Калинин, Клишин, Кучин, Ледовский, Лихонин, Маслов, Наумов, Новокщенов, Палухин, Поспелов, Прасолов, Прилебский, Рагачев, Редникин, Савинов, Семенихин, Семотин, Спугельников, Хвостов, Чекмарев, Ченских, Чичирин, Щукин.
Первоначально жители села ходили справлять свои православные надобности в соседнее село Малая Малышевка. Церковь в слободе была введена в эксплуатацию в 1853 году.
Название Мочинская слобода постепенно трансформировалось в село Моча. Вскоре чаяниями председателя колхоза имени Куйбышева село Моча переименовали в село Красносамарское
В 1854 году на пожертвования прихожан была построена первая деревянная церковь, освящённая в честь иконы Казанской Божьей Матери. В 1908 году рядом со старой деревянной церковью был выстроен новый каменный храм.
В 1929 году были организованы 3 колхоза — им. Первого мая, им. Куйбышева и им. Степана Разина. Летом 1950 года колхозы объединились в один колхоз им. Куйбышева, который в 2008 году преобразовался в СПК им. Куйбышева.
В начале 1950-х годов село Моча было переименовано в Красносамарское.

## Население
| 2010 |
| ---- |
| 1594 |

## Инфраструктура
В селе имеются: школа, музыкальная школа, детский сад, ДК, ФАП.